# Kauko Hänninen
Kauko Antero Hänninen, född 28 januari 1930 i Kinnula, död 26 augusti 2013 i Sibbo, var en finländsk roddare.
Hänninen blev olympisk bronsmedaljör i fyra med styrman vid sommarspelen 1956 i Melbourne.